# Геринг, Франц (музыкальный критик)
Франц Эдуард Геринг (нем. Franz Eduard Gehring; 7 декабря 1838 — 4 января 1884) — немецкий музыкальный критик, журналист, математик по образованию, окончил Берлинский университет (1860), ученик Э. Э. Куммера. С 1862 г. преподавал в Боннском университете, с 1870 г. в Венском университете. Одновременно с этим публиковался как музыкальный критик (в частности, во «Всеобщей музыкальной газете»), написал несколько небольших статей для первого издания Музыкального словаря Гроува. В книжной серии «Великие музыканты», редактируемой Францем Хюффером, выпустил (на английском языке) книгу о Вольфганге Амадее Моцарте (1883).